# 双沙站
双沙站是广州地铁5号线的一个车站，位於中国广东省广州市黄埔区信华路富兴路口、双岗停车场附近的地底。2023年12月28日随5号线东延段通车而启用。

## 车站结构

### 车站楼层
本站共设有两层。其中地面为车站出入口、信华路、双岗停车场及邻近建筑；地下一层为站厅；地下二层为5号线站台。
與5號線东延段各站一樣，車站墙面使用了全白色玻璃幕板裝修，站顶天花线条装饰配色为紫色。
| 地下一层 | 站厅                       | 售票機、客服中心、商店、警务室、安检设施 |  |  |
| 地下二层 | 2 站台                     | █5号线 滘口方向（下站：文沖）            |  |  |
|          | 岛式站台（卫生间、母婴室） |                                          |  |  |
|          | 1 站台                     | █5号线 黄埔新港方向（下站：庙头）        |  |  |

### 站厅
双沙站站厅設有自动售票機及智能客務中心。

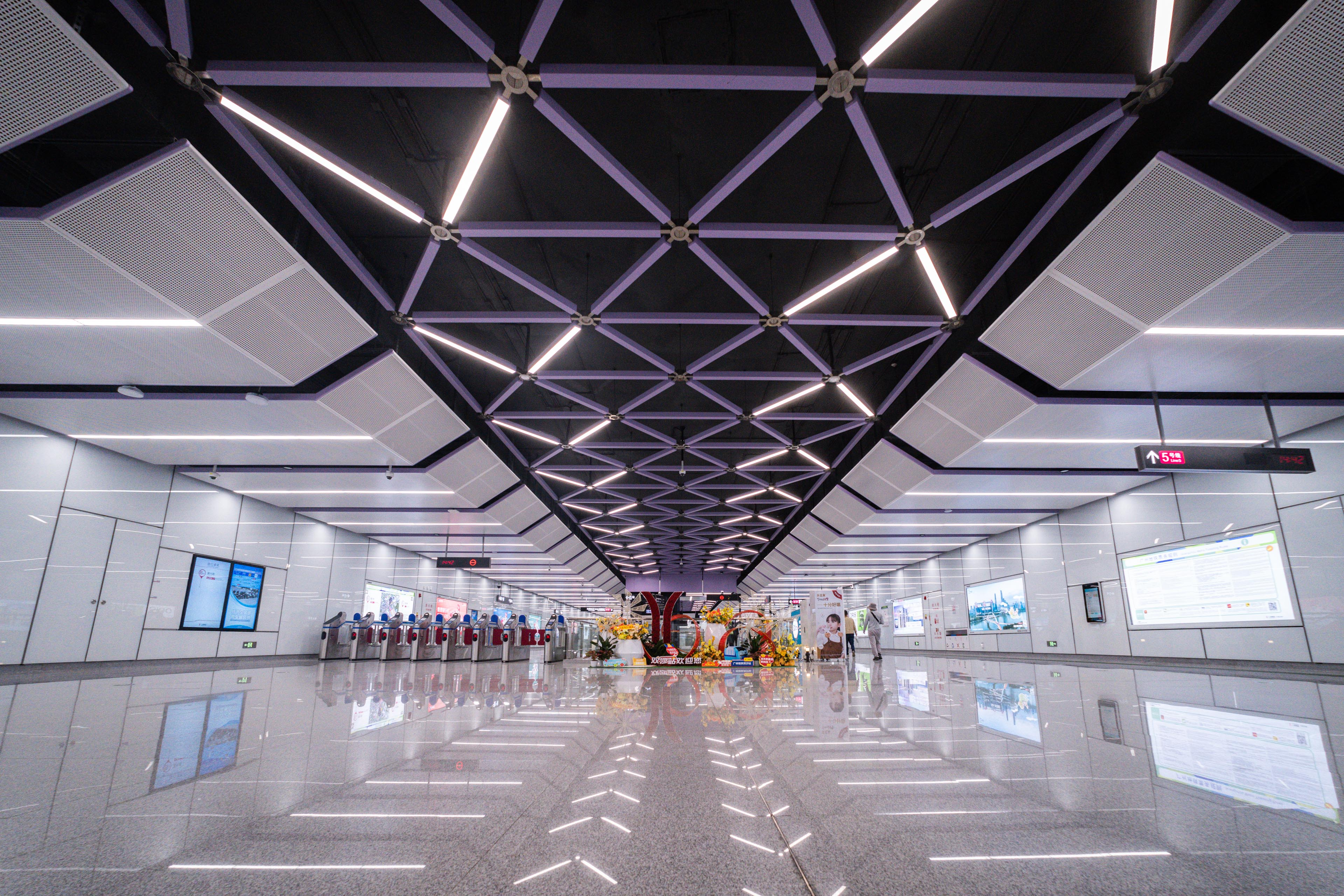
站厅

为方便行人进出，双沙站站厅南侧被划分为收费区，收费区内设有专用电梯、多条扶手电梯及楼梯方便乘客前往月台。

### 站台
本站将设有一个岛式站台，位于富兴路的地底。
本站的卫生间及母婴室设于站台往黄埔新港方向的一端。

### 出入口
双沙站目前设有2个出入口供乘客进出。
|                                           |                                                       |      |          |                                                |
| 編號                                      | 设施                                                  | 照片 | 出口指示 | 建議前往的目的地                               |
| B                                         | 盲道标志 · 升降机标志 · 无障碍通道标志 · 扶手电梯标志 |      | 富兴路   | 地铁双沙站公交总站                             |
| D                                         | 盲道标志 · 扶手电梯标志                               |      | 信华路   | 广州文冲希尔顿欢朋酒店、双沙（信华路）公交车站 |
| 註： 設有 \| 設有 \| 設有 \| 設有扶手電梯 |                                                       |      |          |                                                |

## 历史
2022年4月，5号线东延段本站至庙头路区间实现贯通，同时这也是该段线路盾构区间距离最长的隧道。
本站在规划和建设时称为双岗站。13号线文园站开通前夕定名为双岗站，与本站工程名冲突；两站为不同的车站，亦无法实现换乘。2023年2月27日，廣州市民政局公示5號線东延段初定名，本站更名為双沙站。
2023年12月28日12时，5号线东延段开通运营，本站正式启用。